# Élections fédérales australiennes de 2022
Les élections fédérales australiennes de 2022 ont lieu le 21 mai 2022 afin de renouveler l'intégralité des 151 sièges de la Chambre des représentants et 40 des 76 sièges du Sénat. Ces élections initient la 47e législature du Parlement d'Australie.
Le Premier ministre sortant Scott Morrison, à la tête du Parti libéral et d'un gouvernement de coalition depuis 2018, fait principalement face au Parti travailliste du chef de l'opposition Anthony Albanese.
Outre les bons résultats de plusieurs candidats indépendants, le scrutin conduit à une alternance avec la victoire des travaillistes, permettant à Anthony Albanese de devenir Premier ministre deux jours plus tard. Le retour au pouvoir du Parti travailliste met fin à neuf années passées dans l’opposition.

## Contexte

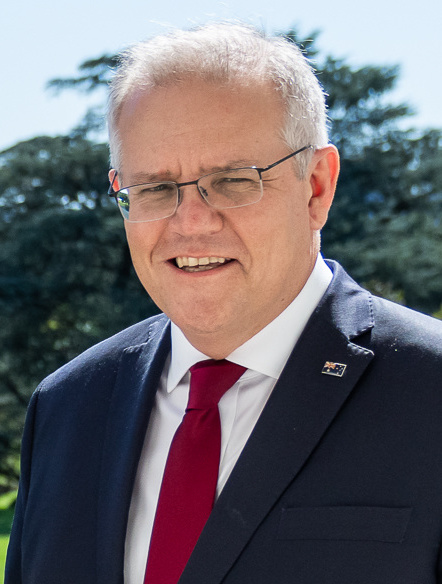
Scott Morrison.

Les élections fédérales de mai 2019 voient la victoire de la Coalition, une formation de partis libéraux-conservateurs dirigée par le Premier ministre sortant, Scott Morrison. Les résultats constituent une authentique surprise, qualifiée de « miracle » pour la coalition : alors que les sondages annonçaient une alternance au profit du Parti travailliste (ALP) après six ans de gouvernement libéral, la coalition du gouvernement sortant l'emporte avec une avance assez nette, les résultats en voix des principaux partis restant essentiellement inchangés à la chambre des représentants par rapport aux précédentes élections. La coalition enregistre par ailleurs une légère progression au Sénat. Chef du Parti travailliste et de l'opposition depuis 2013, Bill Shorten annonce le soir même sa démission de la direction de l'ALP.
Porté à la tête de l'exécutif en 2018 à la suite d'un vote interne au parti libéral ayant renversé Malcolm Turnbull — lui même arrivé au pouvoir dans les mêmes circonstance en 2015 en renversant Tony Abbott —, Scott Morrison parvient à se maintenir en poste tout au long du mandat de trois ans de la 46e législature élue en 2019. C'est la première fois depuis la fin du mandat de John Howard en 2007 qu'un Premier ministre australien ne connaît pas de tentative de renversement interne (en anglais, leadership challenge, ou leadership spill), tous partis confondus.

Vue satellite des feux de brousse le 31 décembre 2019. Les zones brunâtres sont la végétation brûlée, qui couvre une surface de 50 km sur 100.

Au cours de ces trois années, le gouvernement Morrison II fait face à plusieurs crises importantes. Les feux de brousse de 2019-2020, amènent à la déclaration de l'état d'urgence dans les États de Nouvelle-Galles du Sud et de Victoria, mobilisant le soutien aérien des Forces de défense australiennes et des renforts venus de toute l’Australie ainsi que de l'étranger,. Les feux causent plus de 4,4 milliards de dollars de dégâts auxquels s'ajoute un milliard supplémentaire du fait de la chute des revenus du secteur du tourisme. Morrison est vivement critiqué à cette occasion pour n'avoir pas mis fin à ses vacances à Hawaï et ce même au plus fort de la crise, lors du décès de deux pompiers volontaires. Cette situation affuble le Premier ministre d'une image d'indifférence qui, couplée à une remise en cause du modèle énergétique australien focalisé sur la production et l'exportation de charbon dans le contexte d'une montée grandissante de l'inquiétude face au réchauffement climatique, conduit à plusieurs manifestations anti-gouvernementales
L'Australie est également affectée par la pandémie de Covid-19 qui provoque un total de 7 769 morts dans le pays au 14 mai 2022. Le gouvernement Morrison met alors rapidement en place une cellule de crise, ferme les frontières et finance un vaste programme de soutien à l'emploi. Cette bonne gestion de la pandémie permet à l'Australie d'éviter plusieurs des « vagues » de cas subies dans le reste du monde, et vaut ainsi au gouvernement un regain de popularité. La suite de la pandémie voit cependant ce dernier critiqué pour la lenteur du déploiement des vaccins et des tests de dépistages lors de l'arrivée sur le territoire des différents variants du SARS-CoV-2. Les mesures anti-Covid du gouvernement mises en place sur l'île-État dès le début de la pandémie, telles que l'obligation de quarantaine pendant 14 jours ainsi que des confinements stricts, sont alors parmi les plus restrictives au monde. Celles-ci finissent par provoquer fin 2021 des manifestations dans tout le pays, parfois violentes,. À partir de 2022, le pays est touché de plein fouet par le variant Omicron et passe de 400 000 cas au 1er janvier 2022 à 6,5 millions au 14 mai 2022.
La signature de l'AUKUS qui voit l'Australie rejoindre le 15 septembre 2021 le Pacte de défense régional des États-Unis et du Royaume-Uni, met soudainement fin aux contrats de partenariat signés avec la France notamment en termes de défense sous-marine nucléaire. Considérée comme un coup dans le dos par le ministre des affaires étrangères français Jean-Yves Le Drian, la rupture sans avertissement du contrat à la suite de négociations menées en secret provoque un tollé diplomatique. La France rappelle alors ses ambassadeurs tandis que son président, Emmanuel Macron accuse publiquement Morrison d'être un menteur,.
Les deux principaux partis d'opposition, le parti travailliste et les Verts, s'engagent dans les élections de 2022 avec de nouveaux dirigeants. La démission de Bill Shorten chez les travaillistes est ainsi rapidement suivie par l'élection d'Anthony Albanese à la tête du parti. Ce dernier ne parvient cependant pas selon les sondages d'opinion à se démarquer pendant les périodes de faiblesse du gouvernement lors des feux de brousse et de la pandémie.
Après la démission de Richard Di Natale en février 2020, les Verts choisissent pour dirigeant Adam Bandt, l'unique député du parti.

## Système politique et électoral
L'Australie est une démocratie parlementaire et une monarchie constitutionnelle. C'est alors un royaume du Commonwealth avec Élisabeth II pour reine d'Australie. Cette dernière est dotée d'un rôle purement cérémoniel, et est représentée par un gouverneur général — choisi par le gouvernement australien — dont les fonctions sont également d'ordre symbolique, tout en conservant certains pouvoirs de réserve. Le pouvoir exécutif est exercé par le Premier ministre et son Cabinet. Ceux-ci sont responsables face à la Chambre des représentants et ne demeurent en fonction que s'ils bénéficient de la confiance d'une majorité des députés.
La Chambre des représentants et le Sénat sont tous deux pourvus au suffrage universel direct, mais selon des systèmes électoraux différents. La chambre est par ailleurs renouvelée intégralement pour des mandats de trois ans, tandis que le Sénat est renouvelé par moitié, mais pour des mandats de six ans. Le vote est obligatoire et le fait de ne pas voter est puni d'une amende.

### Chambre des représentants

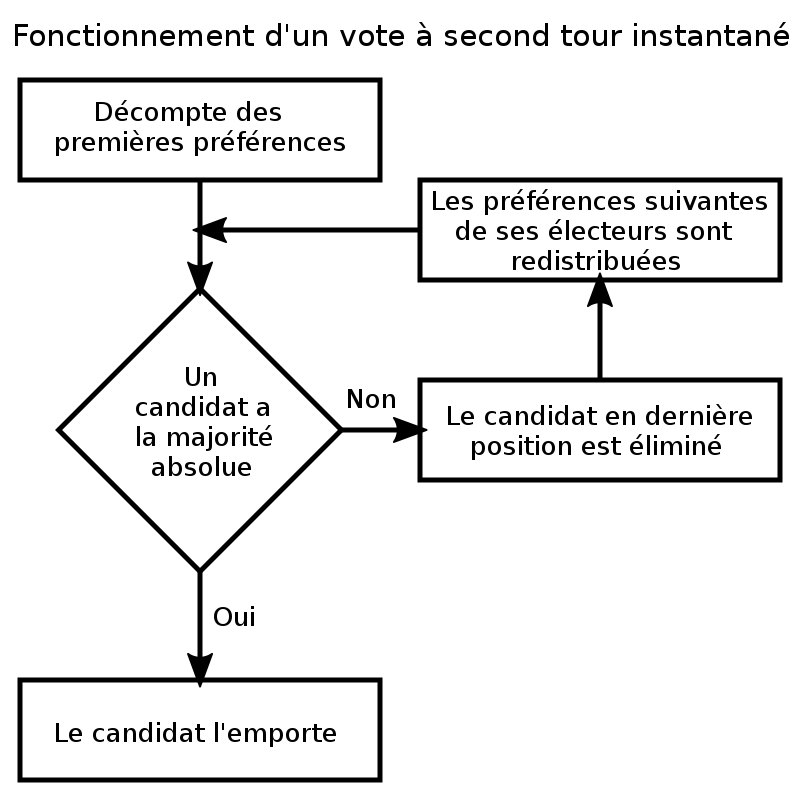
Fonctionnement d'un vote à second tour instantané

Exemple de bulletin de vote utilisé à la chambre

La Chambre des représentants se compose de 151 sièges pourvus au vote à second tour instantané dans autant de circonscriptions électorales uninominales. Ce type de vote y est utilisé sous sa forme intégrale : les électeurs classent l'intégralité des candidats de leur circonscription par ordre de préférences en écrivant un chiffre à côté de chacun de leurs noms sur le bulletin de vote, 1 étant la première préférence. Au moment du dépouillement, les premières préférences sont d'abord comptées puis, si aucun candidat n'a réuni plus de la moitié des suffrages dans la circonscription, le candidat arrivé dernier est éliminé et ses secondes préférences attribuées aux candidats restants. L'opération est renouvelée jusqu'à ce qu'un candidat atteigne la majorité absolue. Les bulletins de vote doivent obligatoirement comporter un classement de l'ensemble des candidats. À défaut, ils sont considérés comme nuls. La loi électorale permet cependant de considérer comme valables les bulletins sur lesquels une seule case a été laissée non cochée.
Dans la pratique, des volontaires des partis politiques se tiennent à l'entrée des bureaux de vote le jour des élections et proposent aux électeurs des cartes « Comment voter » qui indiquent comment chaque parti préconise d'ordonner les candidats.

### Sénat
Le Sénat se compose quant à lui de 76 sièges pourvus au scrutin à vote unique transférable dans des circonscriptions plurinominales. Chacun des six États constitue une circonscription de 12 sénateurs élus pour six ans, mais renouvelés par moitié, tandis que celles du Territoire du Nord et de la capitale Canberra comportent deux sénateurs chacun, élus pour trois ans et renouvelés intégralement. Si le renouvellement de la chambre est intégral, celui du Sénat a ainsi lieu par moitié environ, quarante sièges étant à pourvoir tous les trois ans : six par État et deux par Territoire. Le Sénat peut toutefois être renouvelé intégralement en même temps que la chambre dans le cas d'une double dissolution, auquel cas la moitié des sénateurs des États effectuent exceptionnellement des mandats de trois ans.
Dans ce mode de scrutin, à finalité proportionnelle, les électeurs classent au moins autant de candidats que de sièges à pourvoir par ordre de préférences en écrivant un chiffre à côté de chacun de leurs noms sur le bulletin de vote, 1 étant la première préférence. La forme du système est ici non intégrale : les électeurs ne sont pas obligés de numéroter l'ensemble des candidats, mais seulement au moins autant que le double du nombre de sièges à pourvoir dans leur circonscription. Ils peuvent toujours en numéroter plus s'ils le souhaitent. En pratique, la loi électorale permet de considérer comme valables des bulletins sur lesquels au moins six candidats ont été numérotés.

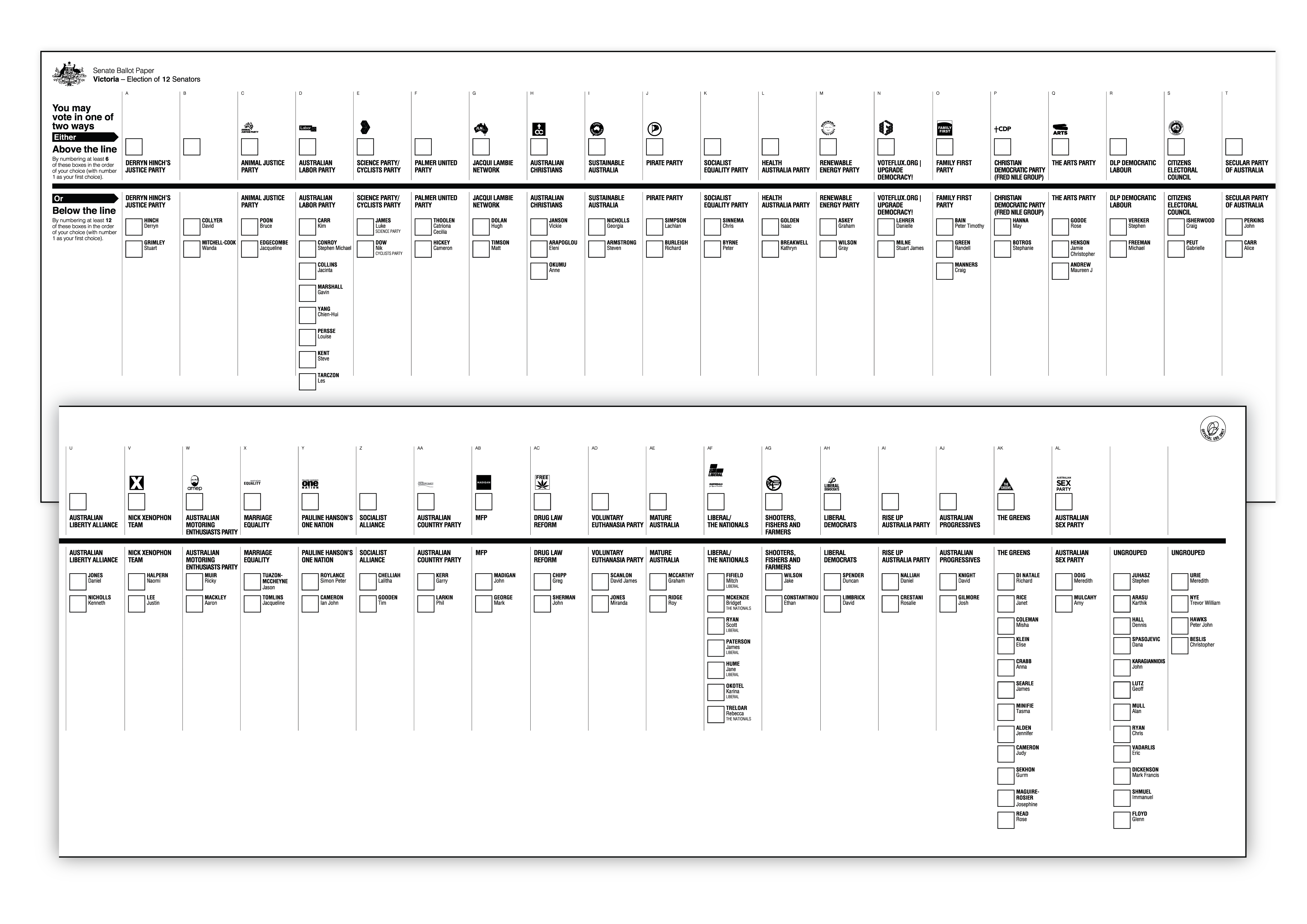
Exemple de bulletin de vote utilisé au Sénat

Les candidats sont regroupés sur le bulletin de vote par partis, et les électeurs peuvent librement sélectionner l'ensemble des candidats de ce parti ou en sélectionner des candidats de partis différents. Les électeurs ont également la possibilité de voter directement pour le parti de leur choix en cochant une seule case, auquel cas l'ensemble de leurs préférences sont attribués aux candidats présentés par le parti dans l'ordre proposé par ce dernier. L'électeur choisissant ce type de vote par parti doit cependant en numéroter au moins six, bien que la loi électorale permette de considérer comme valables des bulletins sur lesquels un seul parti a été coché.
Les partis ne sont pas contraints de présenter autant de candidats que de sièges à pourvoir et tendent à en présenter un nombre restreint afin de limiter la dispersion des voix de leurs électeurs, notamment chez les petits partis. Les bulletins de vote sont imprimés avec les partis disposés horizontalement au-dessus d'une ligne sous laquelle leurs candidats sont disposés en colonnes verticales. Un vote directement par candidats est ainsi couramment appelé « En dessous de la Ligne » (Below the Line) et un vote par partis « Au dessus de la ligne » (Above the Line),.
Au moment du dépouillement, il est d'abord établi le quota de voix à atteindre par un candidat pour obtenir un siège en divisant le nombre de votes valides plus un par le nombre de sièges à pourvoir plus un. Les premières préférences sont d'abord comptées et le ou les candidats ayant directement atteint le quota sont élus. Pour chaque candidat élu, les secondes préférences de ses électeurs sont ajoutées au total des voix des candidats restants, permettant éventuellement à ces derniers d'atteindre à leur tour le quota. Si aucun candidat n'a atteint le quota dans la circonscription, ou qu'il reste des sièges à pourvoir après attribution des secondes préférences, le candidat arrivé dernier est éliminé et ses secondes préférences attribuées aux candidats restants. Si un candidat est élu ou éliminé et que ses secondes préférences vont à un candidat lui-même déjà élu ou éliminé, les préférences suivantes sont utilisées, et ainsi de suite. L'opération est renouvelée jusqu'à ce qu'autant de candidats que de sièges à pourvoir atteignent le quota.
Du fait des circonscriptions plurinominales et du scrutin quasi proportionnel, le nombre de candidats pour le Sénat est généralement très élevé. Le dépouillement peut souvent prendre plusieurs semaines.

## Partis politiques et dirigeants

### Tableau
| Partis | Partis                   | Partis                   | Dirigeant                                                                | Positionnement et Idéologie | Résultats en 2019       |
| ------ | ------------------------ | ------------------------ | ------------------------------------------------------------------------ | --- | ----------------------- |
|        | Coalition                | Coalition                | Scott Morrison                                                           | Centre droit Alliance, libéralisme, conservatisme, agrarisme                                                                                         | 77 députés 35 sénateurs |
|        | Parti libéral            | Scott Morrison           | Centre droit Libéral-conservatisme, libéralisme économique               | 44 députés 16 sénateurs |                         |
|        | Parti libéral national   | David Crisafulli         | Centre droit Libéral-conservatisme, conservatisme libéralisme économique | 23 députés 6 sénateurs |                         |
|        | Parti national           | Michael McCormack        | Centre droit à droite Conservatisme, agrarisme                           | 10 députés 0 sénateurs |                         |
|        | Parti rural libéral      | Lia Finocchiaro          | Centre droit Libéral-conservatisme, agrarisme, Territoire du Nord        | 0 député 1 sénateur |                         |
|        | Parti travailliste       | Parti travailliste       | Anthony Albanese                                                         | Centre gauche Social-démocratie, troisième voie, progressisme                                                                                        | 68 députés 26 sénateurs |
|        | Verts                    | Verts                    | Adam Bandt                                                               | Gauche Écologie politique | 1 député 9 sénateurs    |
|        | Une Nation               | Une Nation               | Pauline Hanson                                                           | Droite radicale Populisme de droite, nationalisme, opposition à l'immigration, opposition aux mesures sanitaires, conservatisme social, anti-système | 0 députés 2 sénateurs   |
|        | Parti unifié d'Australie | Parti unifié d'Australie | Craig Kelly                                                              | Droite radicale Populisme de droite, opposition aux mesures sanitaires, nationalisme, conservatisme social, anti-système                             | 0 députés 0 sénateurs   |

### Coalition

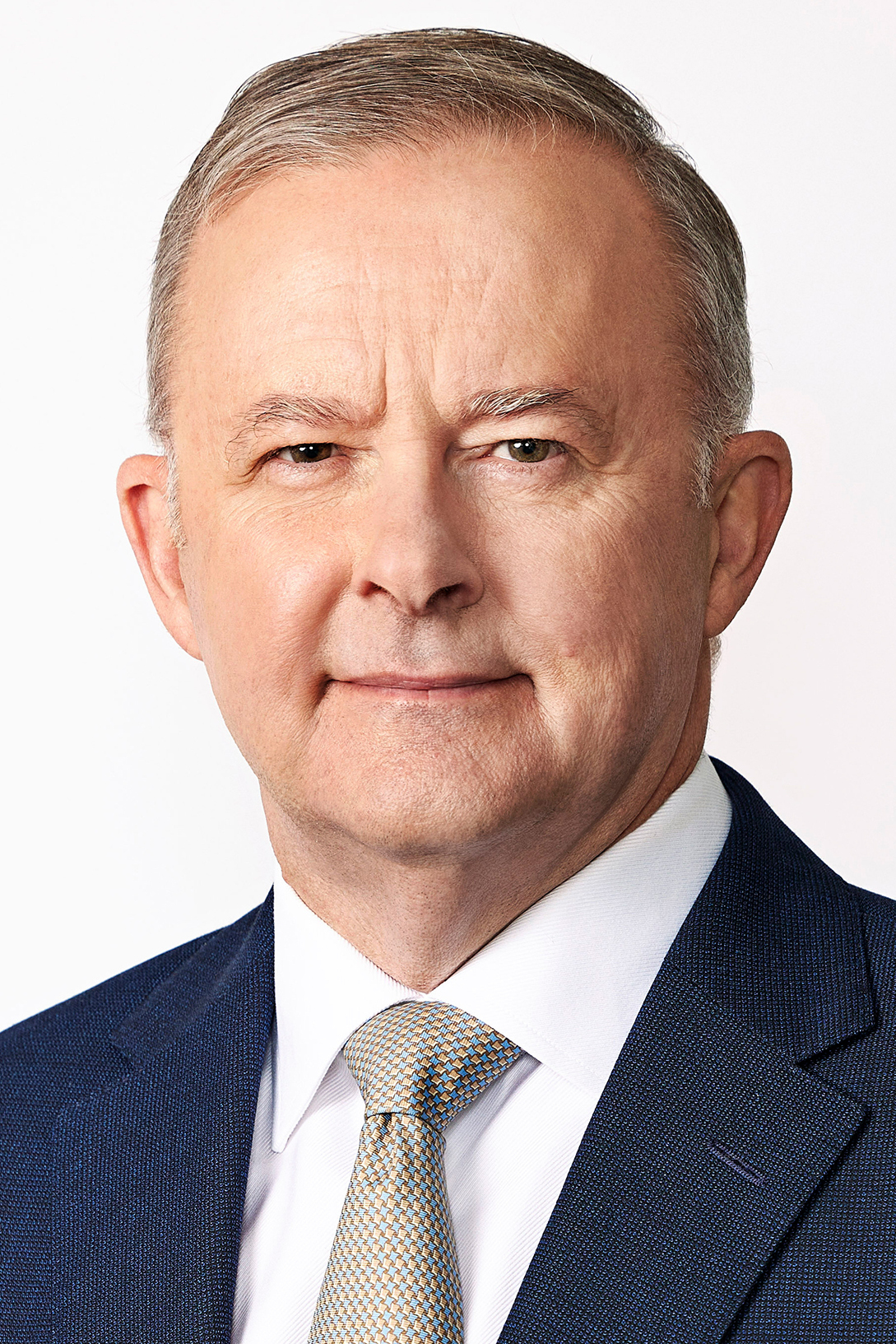
Anthony Albanese, chef du Parti travailliste et de l'Opposition officielle.

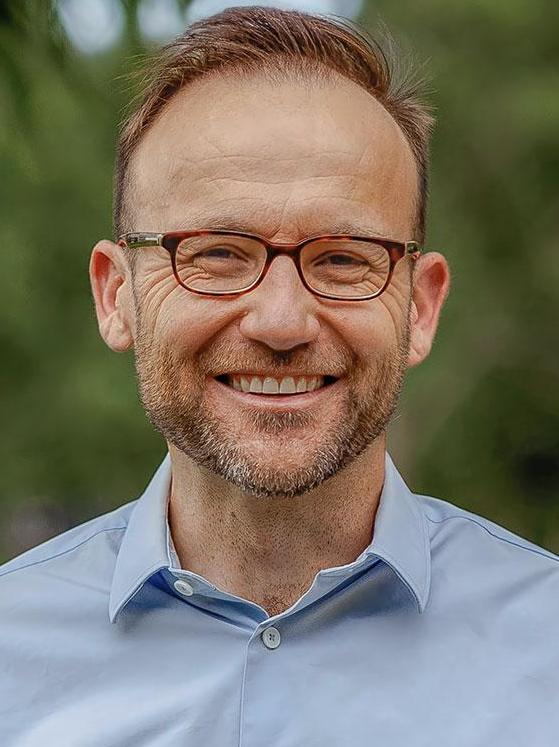
Adam Bandt, chef des Verts.

La Coalition est formée des principaux partis de centre droit qui se présentent unis à presque toutes les élections : le Parti libéral, dirigé par Scott Morrison, et le Parti national, représentant les zones rurales et dirigé par Michael McCormack. Au Queensland (Parti libéral national) et dans le Territoire du Nord (Parti rural libéral), la Coalition n'est représentée que par un seul parti.
La Coalition a retrouvé le pouvoir à l'issue des élections de 2013, disposant d'une majorité absolue à la Chambre des représentants et d'une majorité relative au Sénat. Elle la conserve aux élections de 2016 et de 2019. Scott Morrison, Premier ministre depuis 2018 et précédemment ministre des Finances, appartient à l'aile droite du parti.

### Parti travailliste
Le Parti travailliste (centre gauche) a été au pouvoir pour la dernière fois de 2007 à 2013. Anthony Albanese est le chef du parti depuis mai 2019. Il appartient à l'aile gauche du parti, davantage interventionniste sur le plan économique que l'aile droite, et progressiste. 

### Autres partis
Les Verts australiens (gauche écologiste) sont le « troisième parti » du champ politique australien. Ils ont remporté leur premier siège à la chambre basse (la circonscription de Melbourne) lors des élections fédérales de 2010 et l'ont conservé en 2013, en 2016 et en 2019. Du fait du système électoral proportionnel, ils sont surtout représentés au Sénat où ils obtiennent dix sièges en 2013, neuf en 2016 et neuf en 2019.
Les seuls autres partis représentés à la Chambre des représentants durant la législature 2019-2022 sont l'Alliance du centre (centriste, populiste, centrée autour du sénateur d'Australie-Méridionale Nick Xenophon), avec un siège, et le Parti australien de Katter (droite populiste et conservatrice), de Bob Katter, député du nord rural du Queensland. Au Sénat, le parti Pauline Hanson's One Nation (droite populiste) dispose de deux sièges, dont celui de sa fondatrice Pauline Hanson, issue elle aussi du Queensland. Le Réseau Jacqui Lambie, parti tasmanien populiste et attrape-tout, dispose d'un siège, celui de sa fondatrice Jacqui Lambie (en).
Fondé en avril 2013 par le milliardaire Clive Palmer, le Parti unifié d'Australie (UAP) remporte plus de 5% des voix aux élections fédérales de 2013. Le parti tombe en crise interne et est mis en sommeil vers 2017. Il est par la suite refondé et remporte 3,4% des voix aux élections fédérales de 2019 mais ne remporte aucun siège. L'UAP décide de participer aux élections fédérales de 2022.

### Indépendants
Une vingtaine d'indépendants, pour la plupart des femmes anciennement proches du parti libéral et étiquetées Teal Independents (indépendants « bleu sarcelles ») se présentent sur une sélection de sièges occupés par les libéraux, avec un programme écologique, en faveur de l'égalité hommes-femmes et de l'intégrité politique.

## Sondages
Intentions de vote par partis

Intentions de vote par préférence bipartisane

## Campagne électorale

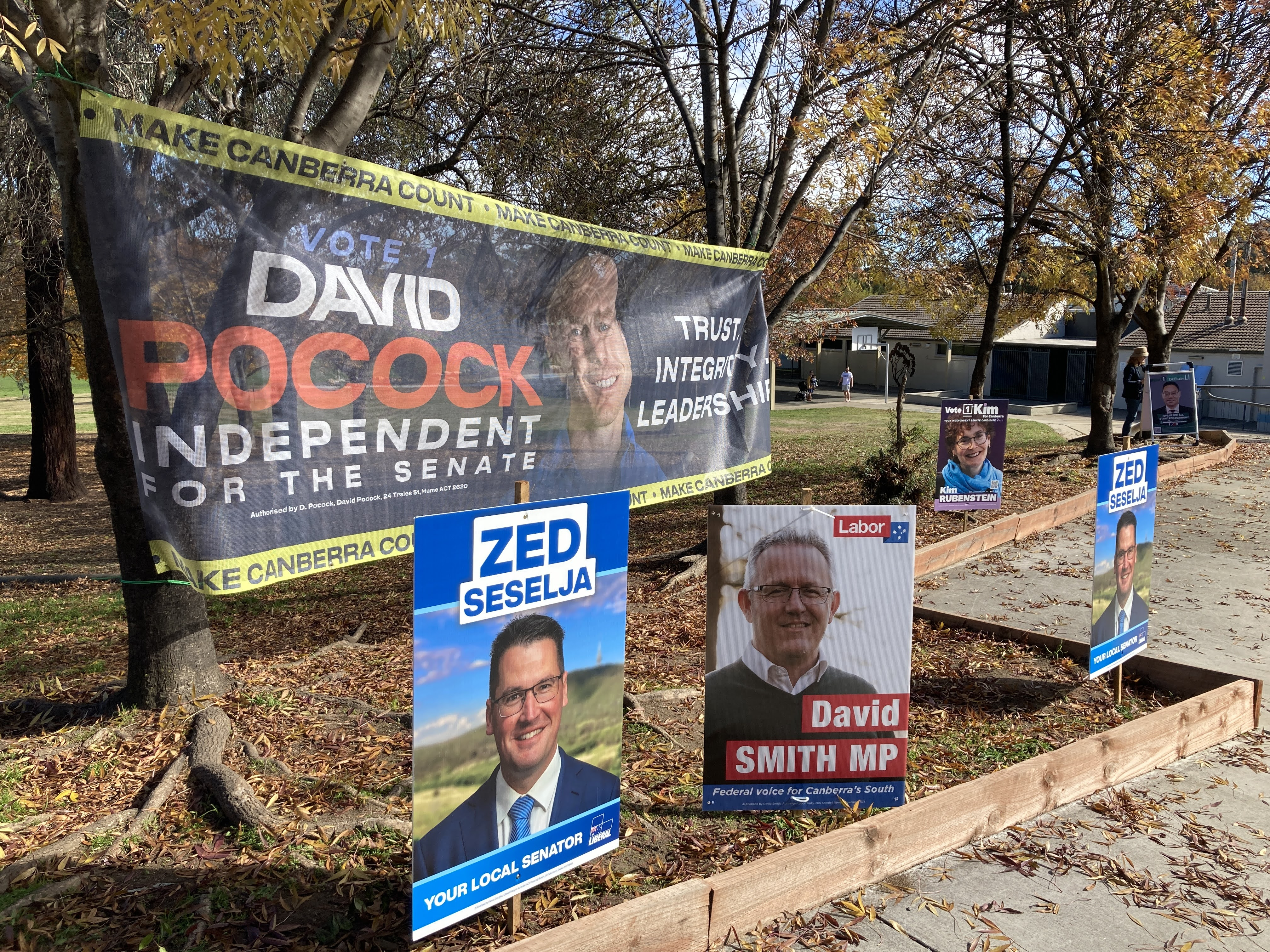
Panneaux électoraux à Canberra.

La campagne électorale est lancée par les principaux partis à la mi-mai. Ce lancement tardif est jugé préjudiciable pour la coalition au pouvoir en raison de l'engouement des australiens envers le vote anticipé. Un total de 1 273 694 électeurs ont ainsi recours à ce dernier au 13 mai 2022, contre seulement 511 260 à la même période en 2019. L'utilisation du vote anticipé atteint ainsi 8 % du total des électeurs dans l’État de Tasmanie. Une partie des électeurs ayant déjà votés avant que la coalition libérale ne fasse campagne, et ce à une période où les sondages pré-électoraux étaient largement favorables aux travaillistes, les libéraux se retrouvent moins en mesure d'inverser la tendance au cours de la campagne.
Scott Morrison fait campagne sur les thèmes économiques, promettant notamment aux électeurs d'autoriser l'achat d'un premier logement en utilisant les sommes alloués sur les fonds de retraite (appelés Superannuation). La décision est critiquée par les travaillistes, qui affirment que cela conduirait à une hausse des prix de l'immobilier. Il annonce par ailleurs son soutien au projet de la sénatrice Claire Chandler d'interdire aux personnes transgenres de participer aux compétitions de sport féminines.
Anthony Albanese se prononce pour sa part en faveur d'une augmentation de 5,1 % du salaire minimum ou d'une augmentation d'un dollar australien de l'heure, indexée sur l'inflation. Le projet reçoit les critiques des libéraux, qui affirment qu'une telle augmentation aboutirait également à celles des taux d'intérêt.
Le thème de la sécurité extérieure de l'Australie vis à vis de la république populaire de Chine revient à plusieurs reprises au cours de la campagne, dans le contexte de la formation de l'AUKUS et d'un accord de sécurité conclu par Xi Jinping avec le gouvernement des Îles Salomon, perçu en Australie comme une militarisation de son voisinage proche. Le parti libéral attaque notamment les travaillistes en laissant entendre que Pékin souhaiterait leur victoire. L'opinion publique australienne est alors très défavorable au géant chinois depuis l'appel en 2020 à une enquête internationale sur l'origine du Covid-19 par le gouvernement de Scott Morrisson, provoquant des sanctions chinoises contre les exportations australiennes,.
Malgré les efforts des Verts, et les importants feux de brousses subis par le pays deux ans plus tôt, le thème du dérèglement climatique est presque totalement absent des débats, alors même que le sujet demeure la première préoccupation des électeurs dans les enquêtes d'opinion, devant le pouvoir d'achat ou l'économie. Favorable à la production et à l'utilisation australienne du charbon « le plus longtemps possible » dans la continuité du discours de ses prédécesseurs au sein du parti libéral, Scott Morrison se montre « plus royaliste que le roi » sur ce sujet. Le Premier ministre soutient ainsi l'utilisation prolongée des centrales à charbon alors même que les responsables du secteur se positionnent tous sur un avancement du calendrier de mise à l'arrêt de leurs centrales.
Si les Travaillistes se montrent plus ambitieux, fixant un objectif de réduction de 43 % des émissions de CO2 du pays, contre seulement 28 % fixés lors de COP 21, le parti reste en retrait sur ce sujet lors de la campagne. L'objectif est ainsi à la baisse, celui ayant été de 45 % de réduction lors de la campagne de 2019, et le mot « charbon » est absent du programme travailliste, qui se concentre sur les thèmes de la santé et du pouvoir d'achat. Lors d'une interview, Anthony Albanese se refuse ainsi à s'engager à sortir du charbon s'il était élu, ou à s'opposer à la construction de nouvelles centrales tant que celles-ci « respectent les normes environnementales et sont commercialement viables ». Devant l'échec de son parti à imposer ses thèmes dans la campagne, le dirigeant des Verts Adam Bandt annonce pour objectif de remporter suffisamment de sièges pour être en position de faiseur de rois et contraindre ainsi les travaillistes à « verdir » leur programmes lors de la formation d'un gouvernement de coalition,.
Le Parti unifié d'Australie (UAP) de Clive Palmer fait campagne contre la vaccination obligatoire et les restrictions de libertés imposées pendant la pandémie de Covid-19 par le gouvernement de Scott Morrison. Le parti propose également un plafond de 3% pour les prêts hypothécaires et résidentiels, une redevance sur les exportations de minerai de fer et une augmentation de la pension de retraite. Le parti dispose d'importants moyens financiers et donations. L'UAP aurait ainsi dépensé 100 fois plus que les autres partis en publicités et est de loin le parti ayant le plus dépensé en publicités YouTube.
Selon Human Rights Watch, l'élection fédérale de 2022 est l'occasion pour les citoyens d'utiliser leur vote pour défendre les droits de l'homme. Les électeurs devraient évaluer les perspectives des candidats sur les questions critiques des droits de l'Homme et soutenir ceux favorables aux politiques qui protègent et défendent les droits humains en Australie et à l'étranger. Le 18 avril 2022, Human Rights Watch envoie ainsi un questionnaire aux trois principaux partis politiques, auxquels ceux-ci répondent. La campagne électorale australienne soulève par ailleurs de nombreuses questions impliquant les droits humains fondamentaux.

## Résultats

### À la Chambre
|                                   |                            |                            |            |       |      |               |               |
| Partis                            | Partis                     | Partis                     | Voix       | %     | +/-  | Sièges        | +/-           |
|                                   |                            | Parti libéral              | 3 502 713  | 23,89 | 4,10 | 27            | 17            |
|                                   | Parti libéral national     | 1 172 515                  | 8,00       | 0,67  | 21   | 2             |               |
|                                   | Parti national             | 528 442                    | 3,60       | 0,91  | 10   | en stagnation |               |
|                                   | Parti rural libéral        | 29 664                     | 0,20       | 0,07  | 0    | en stagnation |               |
| Total Coalition                   | Total Coalition            | 5 233 334                  | 35,70      | 5,74  | 58   | 19            |               |
|                                   | Parti travailliste         | Parti travailliste         | 4 776 030  | 32,58 | 0,76 | 77            | 9             |
|                                   | Verts                      | Verts                      | 1 795 985  | 12,25 | 1,85 | 4             | 3             |
|                                   | Une Nation                 | Une Nation                 | 727 464    | 4,96  | 1,88 | 0             | en stagnation |
|                                   | Parti unifié d'Australie   | Parti unifié d'Australie   | 604 536    | 4,12  | 0,69 | 0             | en stagnation |
|                                   | Libéraux démocrates        | Libéraux démocrates        | 252 963    | 1,73  | 1,49 | 0             | en stagnation |
|                                   | Justice pour les animaux   | Justice pour les animaux   | 87 451     | 0,60  | 0,22 | 0             | en stagnation |
|                                   | Parti australien de Katter | Parti australien de Katter | 55 863     | 0,38  | 0,11 | 1             | en stagnation |
|                                   | Fédération australienne    | Fédération australienne    | 57 555     | 0,39  | Nv   | 0             | en stagnation |
|                                   | Alliance du centre         | Alliance du centre         | 36 500     | 0,25  | 0,08 | 1             | en stagnation |
|                                   | Autres partis              | Autres partis              | 255 192    | 1,74  | –    | 0             | en stagnation |
|                                   | Indépendants               | Indépendants               | 776 169    | 5,29  | 1,92 | 10            | 7             |
| Après répartition des préférences |                            |                            |            |       |      |               |               |
|                                   | Parti travailliste         | Parti travailliste         | 7 642 161  | 52,13 | 3,66 | 77            | 9             |
|                                   | Coalition                  | Coalition                  | 7 016 881  | 47,87 | 3,66 | 58            | 19            |
|                                   |                            |                            |            |       |      |               |               |
| Votes valides                     | Votes valides              | Votes valides              | 14 659 042 | 94,81 |      |               |               |
| Votes blancs et invalides         | Votes blancs et invalides  | Votes blancs et invalides  | 802 337    | 5,19  |      |               |               |
| Total                             | Total                      | Total                      | 15 461 379 | 100   | –    | 151           | en stagnation |
| Abstentions                       | Abstentions                | Abstentions                | 1 752 054  | 10,18 |      |               |               |
| Inscrits / participation          | Inscrits / participation   | Inscrits / participation   | 17 213 433 | 89,82 |      |               |               |

### Au Sénat
|                           |                           |                           |            |       |               |        |             |               |               |
| Partis                    | Partis                    | Partis                    | Voix       | %     | +/-           | Sièges | Sièges      | Sièges        | Sièges        |
| Partis                    | Partis                    | Partis                    | Voix       | %     | +/-           | Élu    | Pas en lice | Total         | +/-           |
|                           |                           | Ticket Libéral/National   | 2 997 004  | 19,93 | 1,66          | 5      | 6           | 11            | 1             |
|                           | Parti libéral             | 1 052 571                 | 7,00       | 1,24  | 7             | 8      | 15          | 2             |               |
|                           | Parti libéral national    | 1 061 638                 | 7,06       | 0,67  | 2             | 3      | 5           | 1             |               |
|                           | Parti rural libéral       | 32 846                    | 0,22       | 0,04  | 1             | 0      | 0           | en stagnation |               |
| Total Coalition           | Total Coalition           | 5 148 028                 | 34,24      | 3,75  | 15            | 17     | 32          | 4             |               |
|                           | Parti travailliste        | Parti travailliste        | 4 525 598  | 30,09 | 1,30          | 15     | 11          | 26            | en stagnation |
|                           | Verts                     | Verts                     | 1 903 403  | 12,66 | 2,47          | 6      | 6           | 12            | 3             |
|                           | Une Nation                | Une Nation                | 644 744    | 4,29  | 1,11          | 1      | 1           | 2             | en stagnation |
|                           | Parti unifié d'Australie  | Parti unifié d'Australie  | 520 520    | 3,46  | 1,10          | 1      | 0           | 1             | 1             |
|                           | David Pocock              | David Pocock              | 60 406     | 0,40  | 0,40          | 1      | 0           | 1             | 1             |
|                           | Réseau Jacqui Lambie      | Réseau Jacqui Lambie      | 31 203     | 0,21  | en stagnation | 1      | 1           | 2             | 1             |
|                           | Rex Patrick Team          | Rex Patrick Team          | 23 425     | 0.16  | 0,16          | 0      | 0           | 0             | 1             |
|                           | Autres partis             | Autres partis             | 2 183 331  | 14,52 | –             | 0      | 0           | 0             | 1             |
|                           |                           |                           |            |       |               |        |             |               |               |
| Votes valides             | Votes valides             | Votes valides             | 15 040 658 | 96,58 |               |        |             |               |               |
| Votes blancs et invalides | Votes blancs et invalides | Votes blancs et invalides | 532 003    | 3,42  |               |        |             |               |               |
| Total                     | Total                     | Total                     | 15 572 661 | 100   | –             | 40     | 36          | 76            | en stagnation |
| Abstentions               | Abstentions               | Abstentions               | 1 640 772  | 9,53  |               |        |             |               |               |
| Inscrits / participation  | Inscrits / participation  | Inscrits / participation  | 17 213 433 | 90,47 |               |        |             |               |               |

## Analyse

Résultats par parti par circonscription à la Chambre.

Le scrutin voit la défaite de la coalition nationale libérale sortante, qui perd sa majorité absolue à la chambre après neuf années au pouvoir, au profit du parti travailliste mené par Anthony Albanese. Scott Morrison reconnait sa défaite au soir du scrutin, avant de féliciter Albanese pour sa victoire. Il annonce dans la foulée sa démission de la tête du parti libéral, et est remplacé le 30 mai suivant par Peter Dutton,,,.
Albanese prête serment en tant que 31e Premier ministre le 23 mai. Lors de son premier discours post investiture, il annonce l’organisation d'un référendum constitutionnel sur l'instauration d'une assemblée aborigène chargée de conseiller le Parlement sur les lois concernant les peuples autochtones, une revendication de longue date de ces derniers
La défaite du gouvernement sortant est attribuée à son inaction en matière de lutte contre le réchauffement climatique. Outre la progression du Parti travailliste, les élections sont en effet un succès pour les Verts australiens ainsi que pour les Teal Independents, un groupement de candidats sans étiquette ayant fait campagne sur la lutte contre le dérèglement climatique, la corruption et en faveur de l'égalité des sexes,.